# Burgholzhausen
Burgholzhausen is een plaats en voormalige gemeente in de Duitse deelstaat Saksen-Anhalt, en maakt deel uit van de Landkreis Burgenlandkreis.

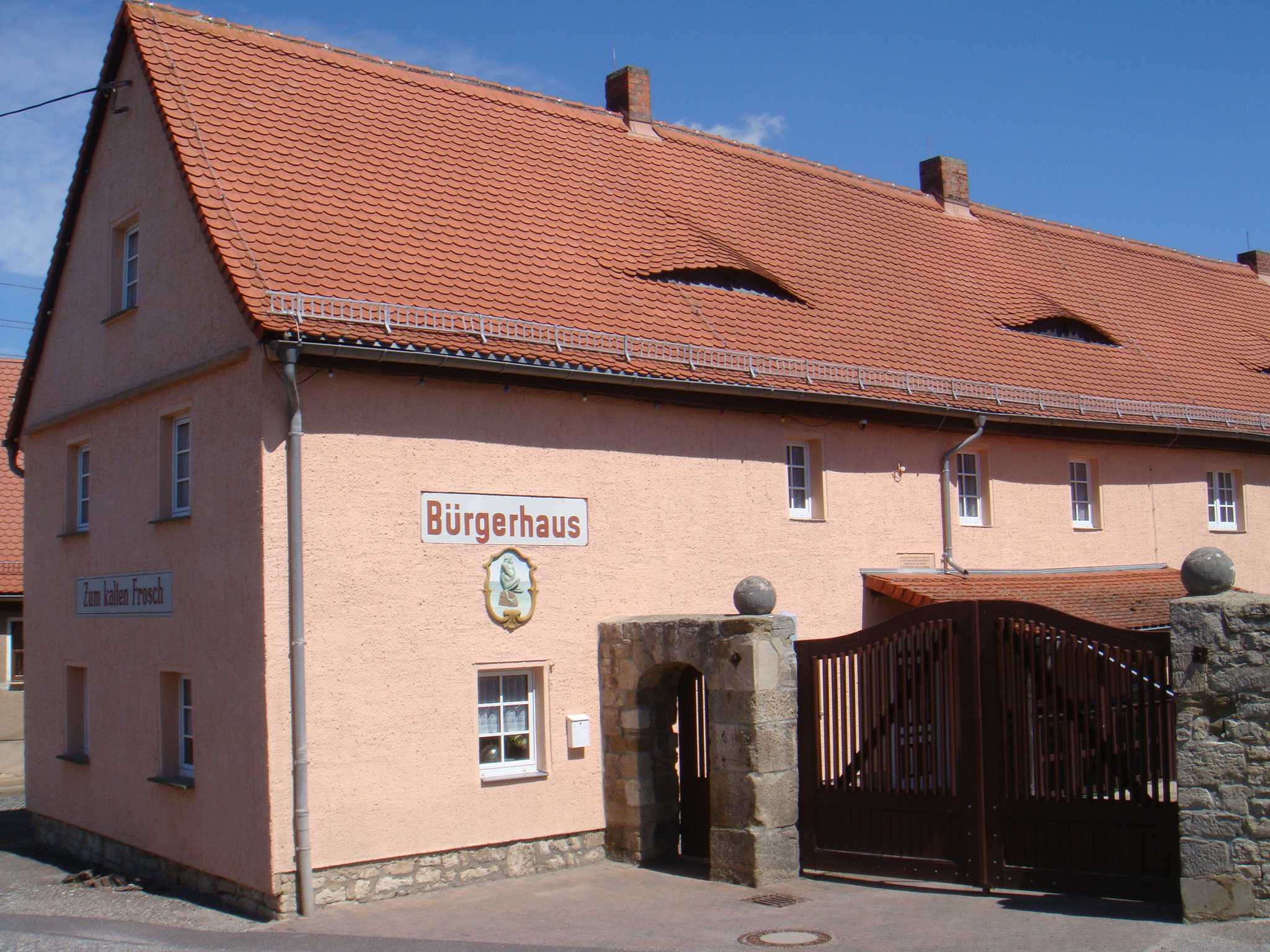
Gasthuis in Burgholzhausen

Burgholzhausen telt 288 inwoners.